# Boucle de chaussure
Pour les articles homonymes, voir boucle.
Les boucles de chaussures sont des accessoires de mode portés par les hommes et les femmes du milieu du XVIIe siècle au XIXe siècle, en passant par le XVIIIe siècle. Les boucles de chaussures étaient fabriquées dans divers matériaux, notamment le laiton, l'acier, l'argent ou l'argent doré, et les boucles pour les tenues de cérémonie étaient serties de diamants, de quartz ou d'imitations de bijoux.

## Histoire

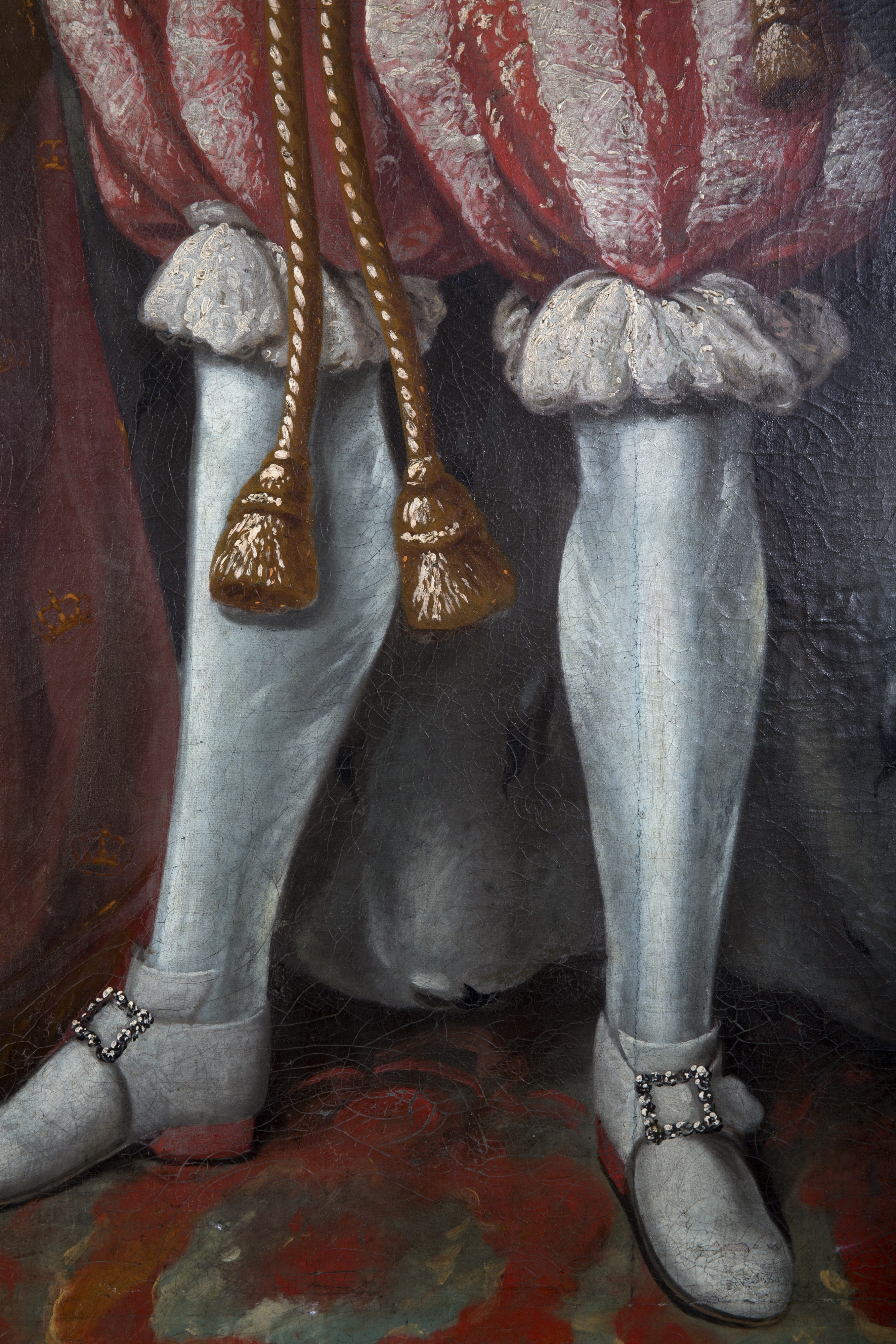
Portrait du roi Frederick V du Danemark en robe de couronnement (détail), Anonyme

Le soulier masculin moderne, à talons et lacets, fut conçu au début du XVIIe siècle, ce qui suscita nombre d'idées : lacets et nœuds de rosette, rubans, « rose de rubans plissés, cascade de ruban en « petite oie » ou grandes raquettes montées sur métal, en ailes de moulin à vent ou de libellule ». C'est au milieu de ce flot d'excentricités qu'apparut en milieu de siècle la boucle de chaussure : « décorative et précieuse, elle est aussi fonctionnelle : elle permet une fermeture rapide des pattes de quartier sur l’empeigne ». Samuel Pepys écrivit dans son journal, à la date du 22 janvier 1660 : « Ce jour, j'ai commencé à mettre des boucles à mes chaussures, que j'ai achetées hier à M. Wotton ».
« Apparue vers 1660, démodée vers 1670, revenue vers 1680, la boucle ne s’impose qu’au début du XVIIIe siècle comme la fermeture évidente du soulier élégant ». Elles devinrent un signe d'ostentation, sauf pendant les deuils, où or et argent brillant étaient proscrits. Les boucles d'acier de Wolverhampton connurent le succès. Pour les soirées, on portait des boucles serties de pierreries, et un courtisan avait souvent en plus une paire de boucles de jarretière pour serrer la culotte aux genoux. La démesure de Versailles alla jusqu'à la création de boucles serties de diamants : « 1788, à la veille de la Révolution, Louis XVI – grand amateur de pierreries – en fait réaliser une paire, ornée de 80 diamants identiques, taillés en brillants, pesant chacun plus d’un carat : elle est estimée à 48 000 livres, soit environ 400 000 euros. Livrée en 1789, elle n’est sans doute portée qu’une fois, pour la cérémonie d’ouverture des États généraux ». Quand ce n'étaient pas les diamants c'était la « pierre du Rhin » de Georges Frédéric Strass, joailler du roi, connue aujourd'hui sous le nom de strass.
« Les formes, les motifs, les formats évoluent en effet beaucoup. À partir de 1775, la taille des boucles prend une très grande ampleur, couvrant tout le cou-de-pied. Outre-manche, elles sont appelées Artois shoe buckles en référence au comte d’Artois, le plus jeune frère de Louis XVI et futur Charles X, alors célèbre pour son élégance de mirliflor ».
« Les hommes portaient d’énormes boucles d’argent, si grandes qu’elles rasaient le parquet des deux côtés ; elles blessaient souvent les chevilles, et, si le coup était violent , c’était une vraie blessure. Elle se renouvelait souvent par des coups successifs et produisait une plaie douloureuse. Je l’ai éprouvé, et, après avoir souffert courageusement ces effets de notre divinité, la mode, je fus forcé d’y renoncer, et de souffrir, avec un courage plus difficile, les sarcasmes des hommes d’esprit sur mes petites boucles. Mais comme j’ai toujours eu la manie, blâmable sans doute, de ne jamais suivre entièrement la mode, au point d’en être souvent remarqué , j’avoue que je mis quelque vanité dans mes petites boucles. Un présent de ces larges boucles fut envoyé par un de nos princes au prince Henri de Prusse, et le grand Frédéric s’en moqua beaucoup ; il dit que nous mettions à nos souliers les boucles de nos harnais de carrosses ». Cela provoqua des moqueries : Dans la pièce de Sheridan, Le Voyage à Scarborough (1777), Lord Foppington, ironise : si les boucles servaient jusque là à tenir la chaussure, « la situation est inversée maintenant, et la chaussure ne sert plus qu’à tenir la boucle ».
La Révolution française mit un terme progressif aux boucles, signes de stupre et de luxe. « Dès l’automne 1789, les « dons patriotiques » envoient aux hôtels des monnaies pour 1 million de livres de boucles de souliers, dans la tradition des fontes d’Ancien Régime ». Le Dictionnaire national de Pierre-Nicolas Chantreau définissait en 1790 les boucles d’argent comme un « ornement superflu qui désigne un aristocrate, ou un égoïste au cœur de bronze ».
À partir de 1792, la nécessité de financer la guerre contre les souverains européens inspira des cérémonies pendant lesquelles les citoyens envoyaient leurs boucles de chaussures en argent à la fonte, pour sauver la « Patrie en danger ». En échange, ils reçoivent des boucles carrées, de fer ou de laiton, sur lesquelles une inscription félicite le donateur d’avoir payé « le prix du patriotisme français ». Cela provoqua la faillite des fabricants anglais : « pour la seule région de Birmingham-Wolverhampton, le nombre de fabricants de boucles passe de 253 fabricants en 1770 à… à peine 20 en 1818. ». En outre, le Blocus continental imposé en 1806 à la couronne britannique par Napoléon y contribua fortement. Bonaparte, premier Consul puis Empereur, portait lui-même des boucles à ses souliers, et encouragea une production française, notamment parisienne. « La boucle de chaussure masculine jette sous l’Empire (1804-1814) ses derniers feux, qui s’éteindront sous la Restauration (1814-1830) ».

## Galerie

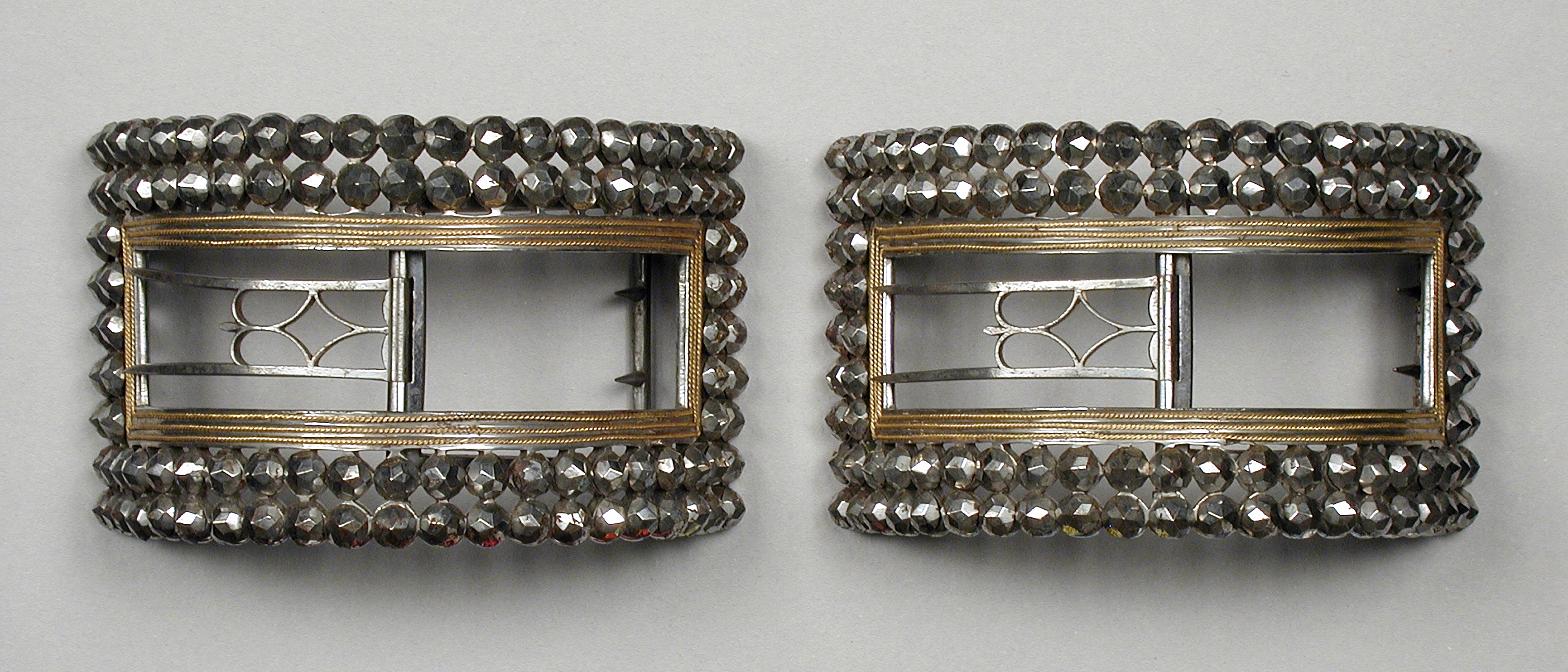
Paire de boucles de chaussures d'homme en acier et fil doré, Angleterre, vers 1777-1785. LACMA
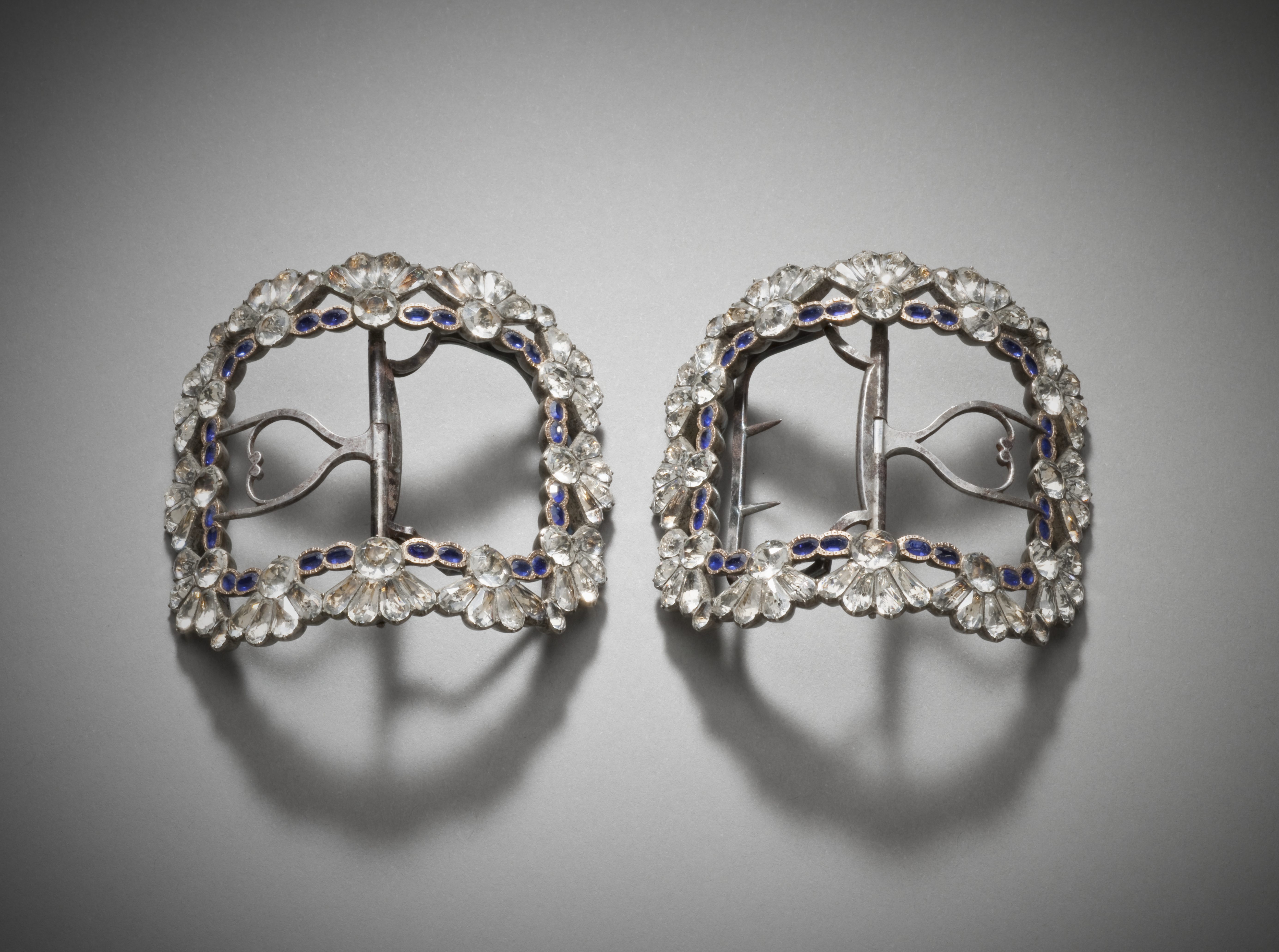
Boucles de chaussures de femme en argent et acier avec pierres en pâte, 1780-85. LACMA
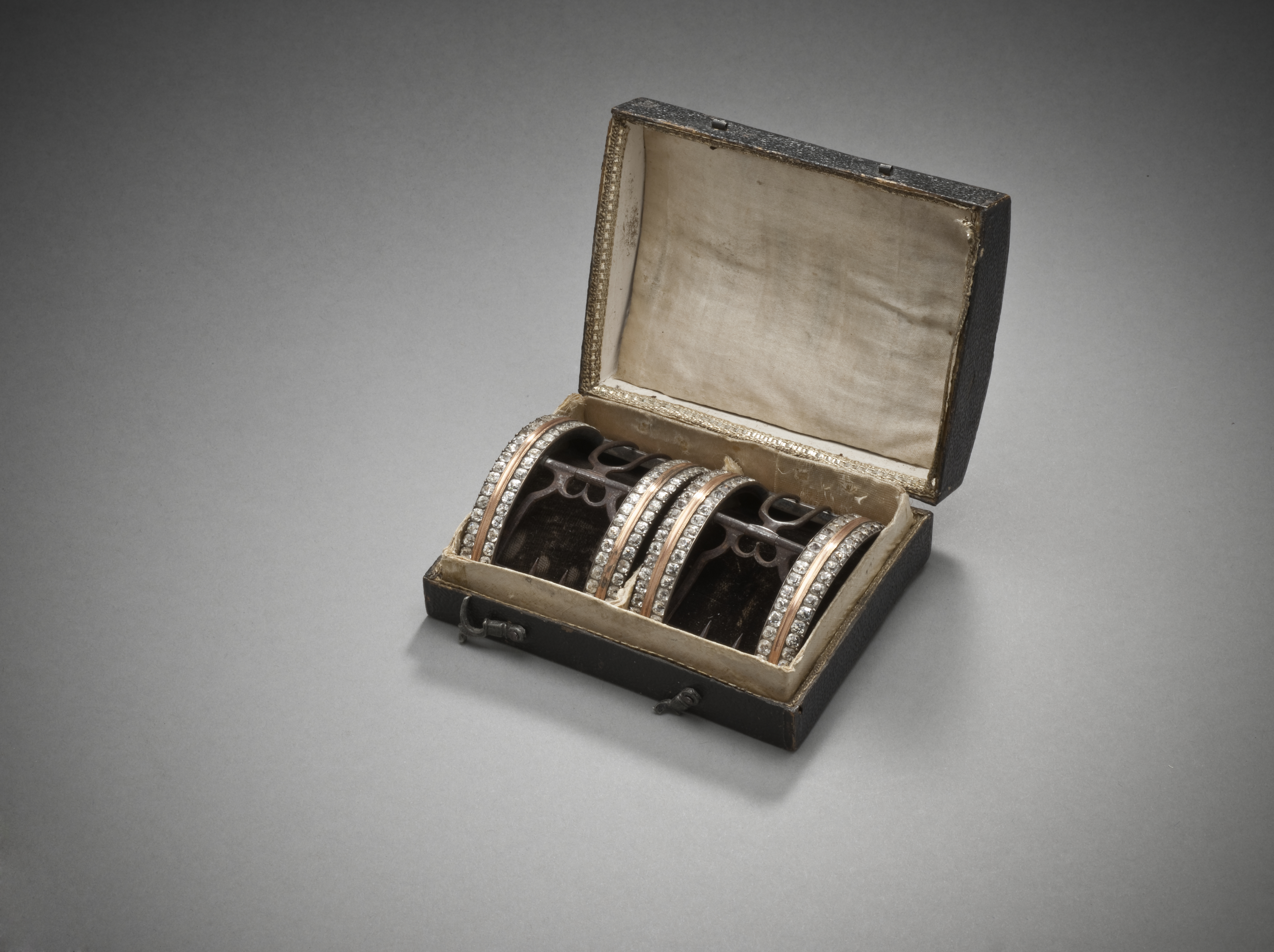
Boucles de chaussures d'homme avec étui. Pierres en pâte avec garniture en alliage cuivreux doré sur argent et acier, France, vers 1785. LACMA
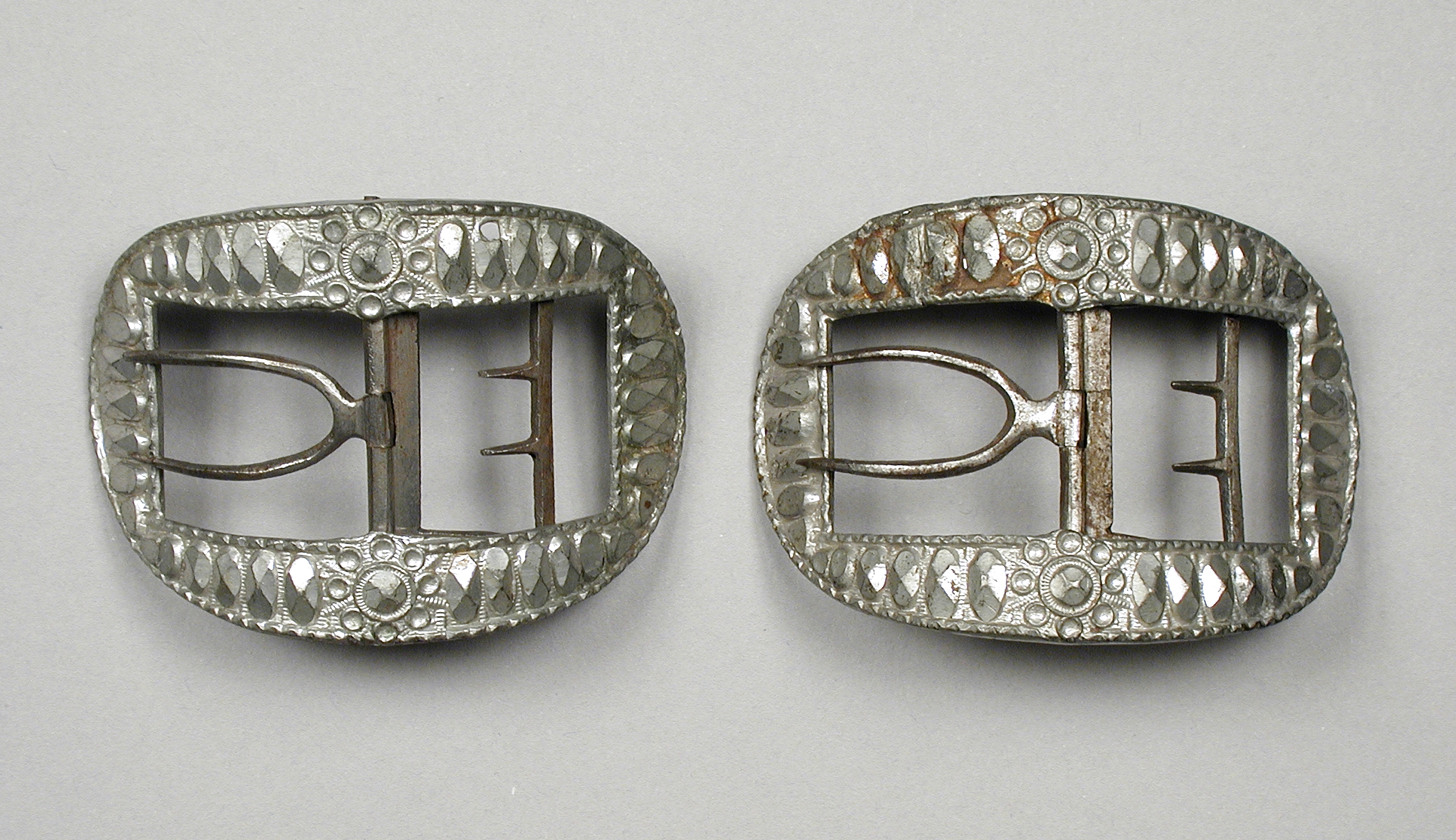
Boucles de chaussures en acier taillé pour homme, États-Unis, années 1780. LACMA
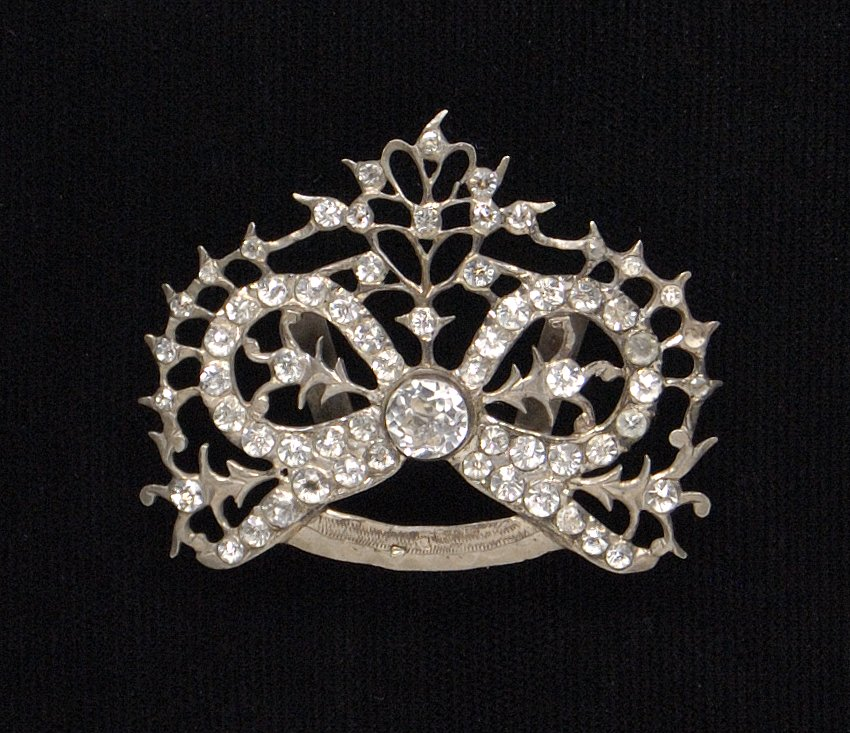
Boucle probablement française, début du XVIIIe. The Met
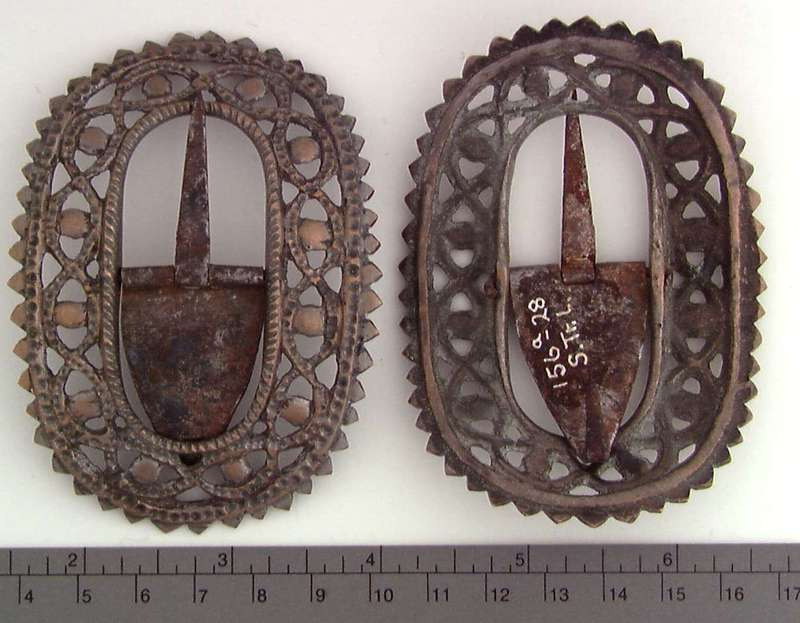
Boucles conservées au Norsk Folkemuseum
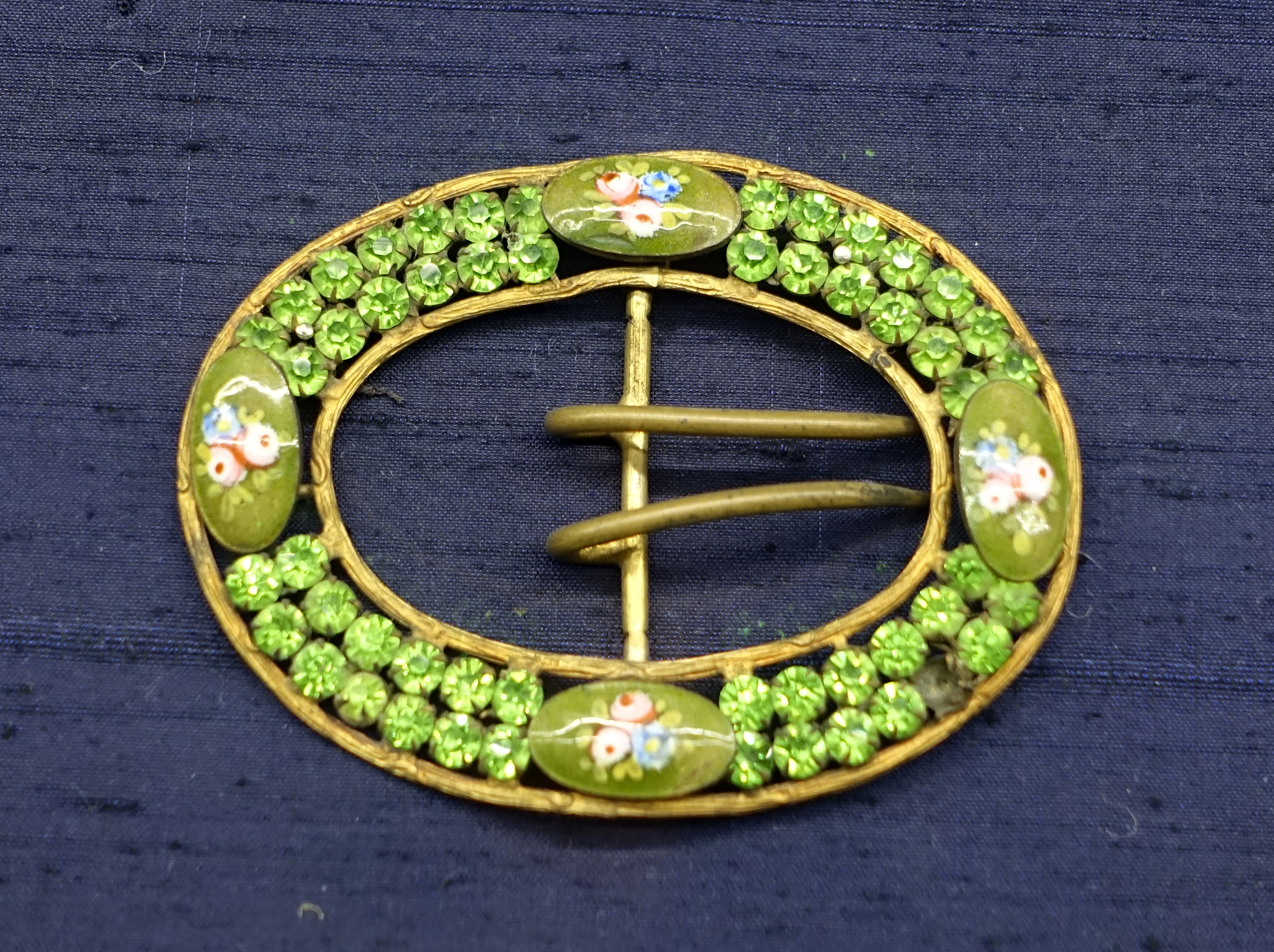
Boucle portugaise. Musée Soares dos Reis

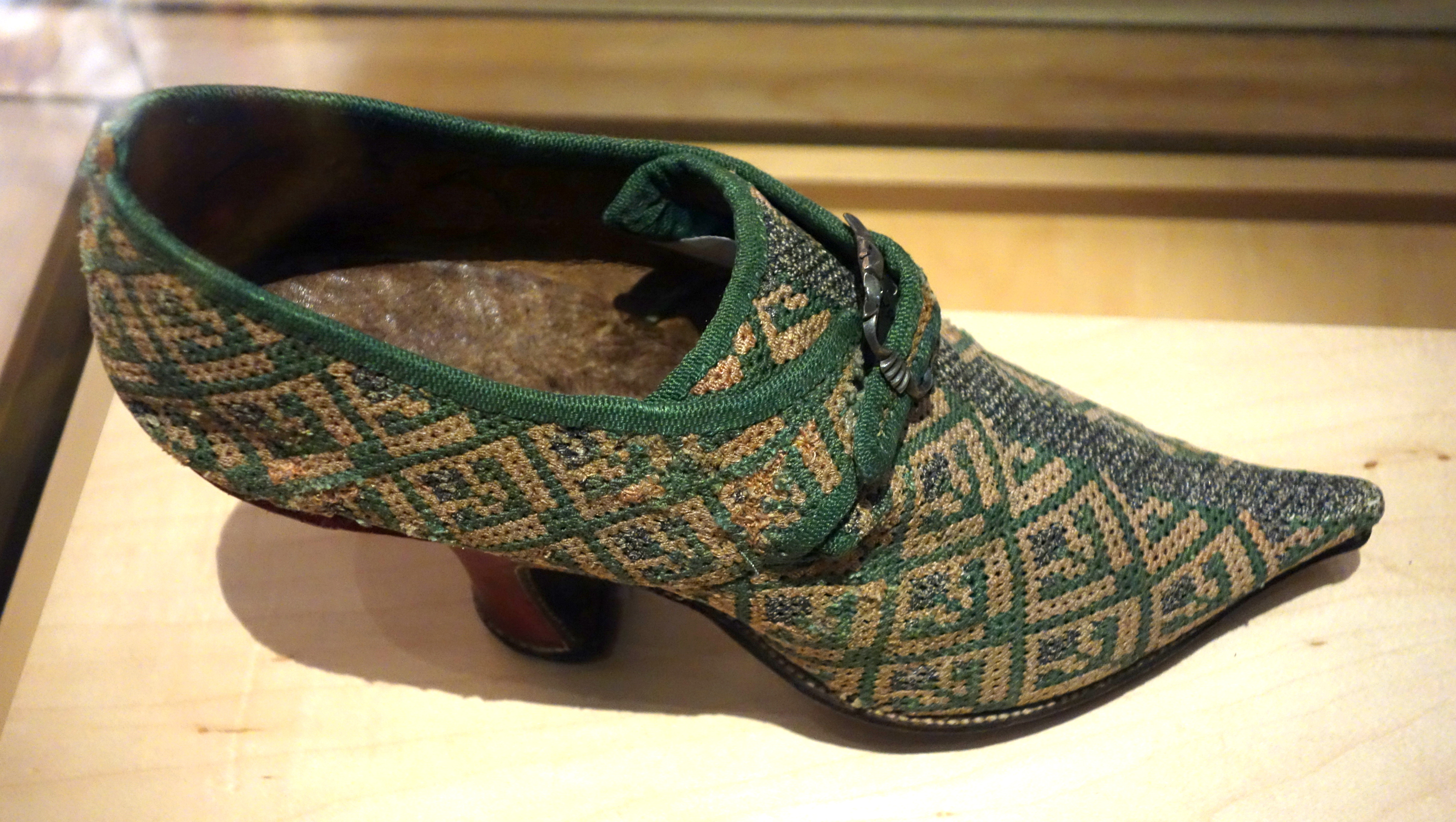
Chaussure française baroque, début XVIIIe. Bata Shoe Museum
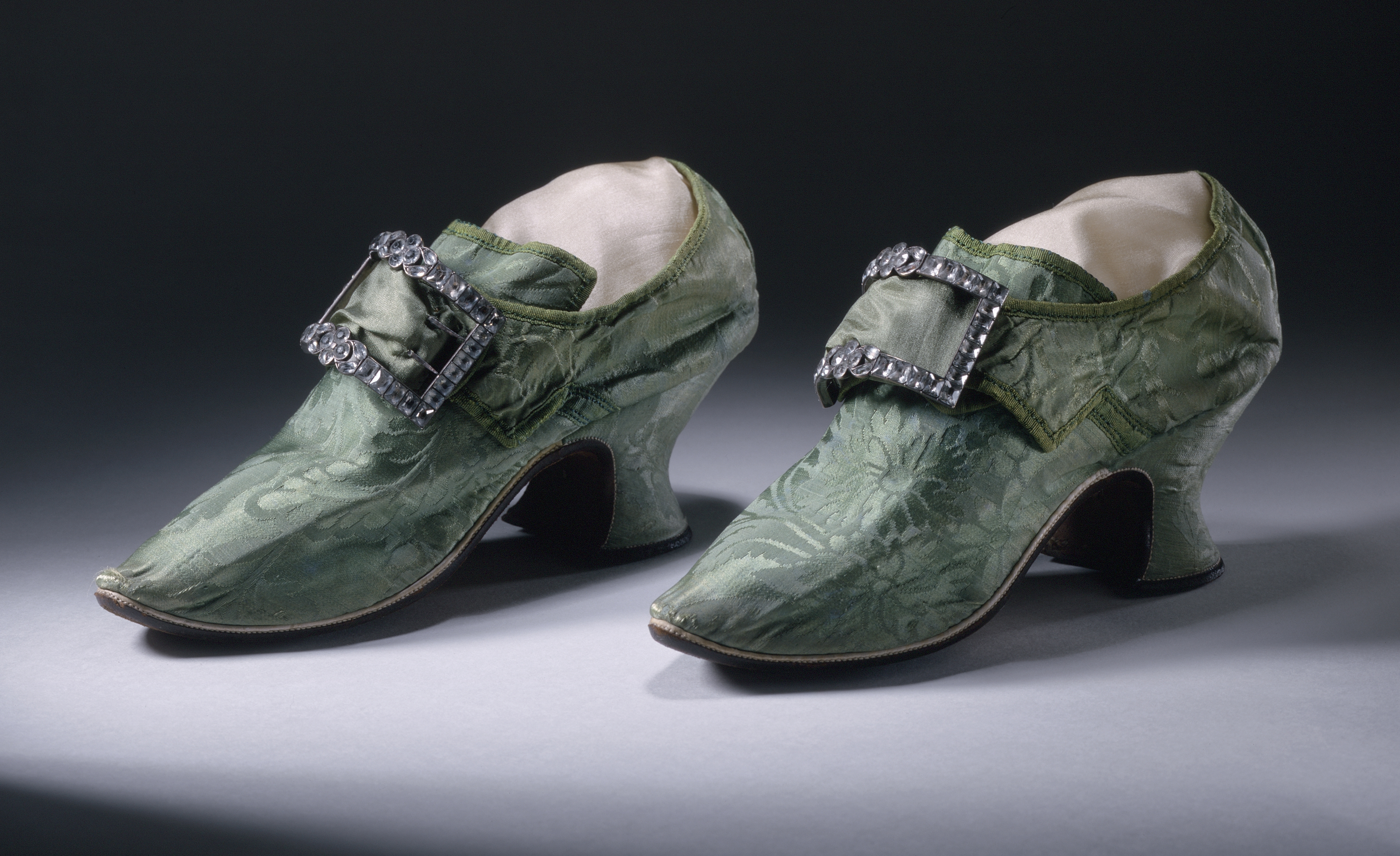
Paire de chaussures de femme en damas de soie avec boucles, 1740-1750. Londres, Angleterre, Spitalfields.
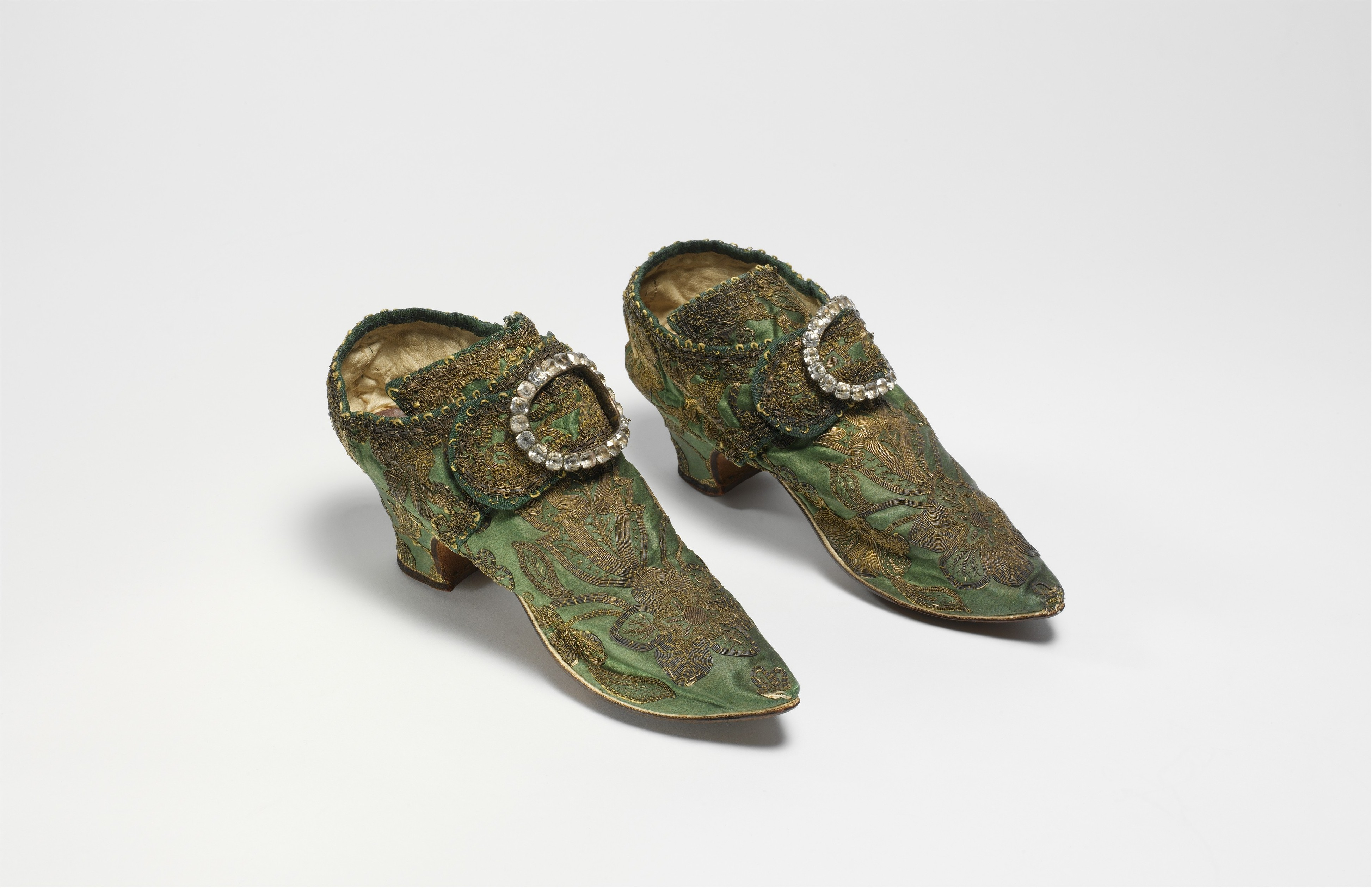
Fin XVIIIe, The Met
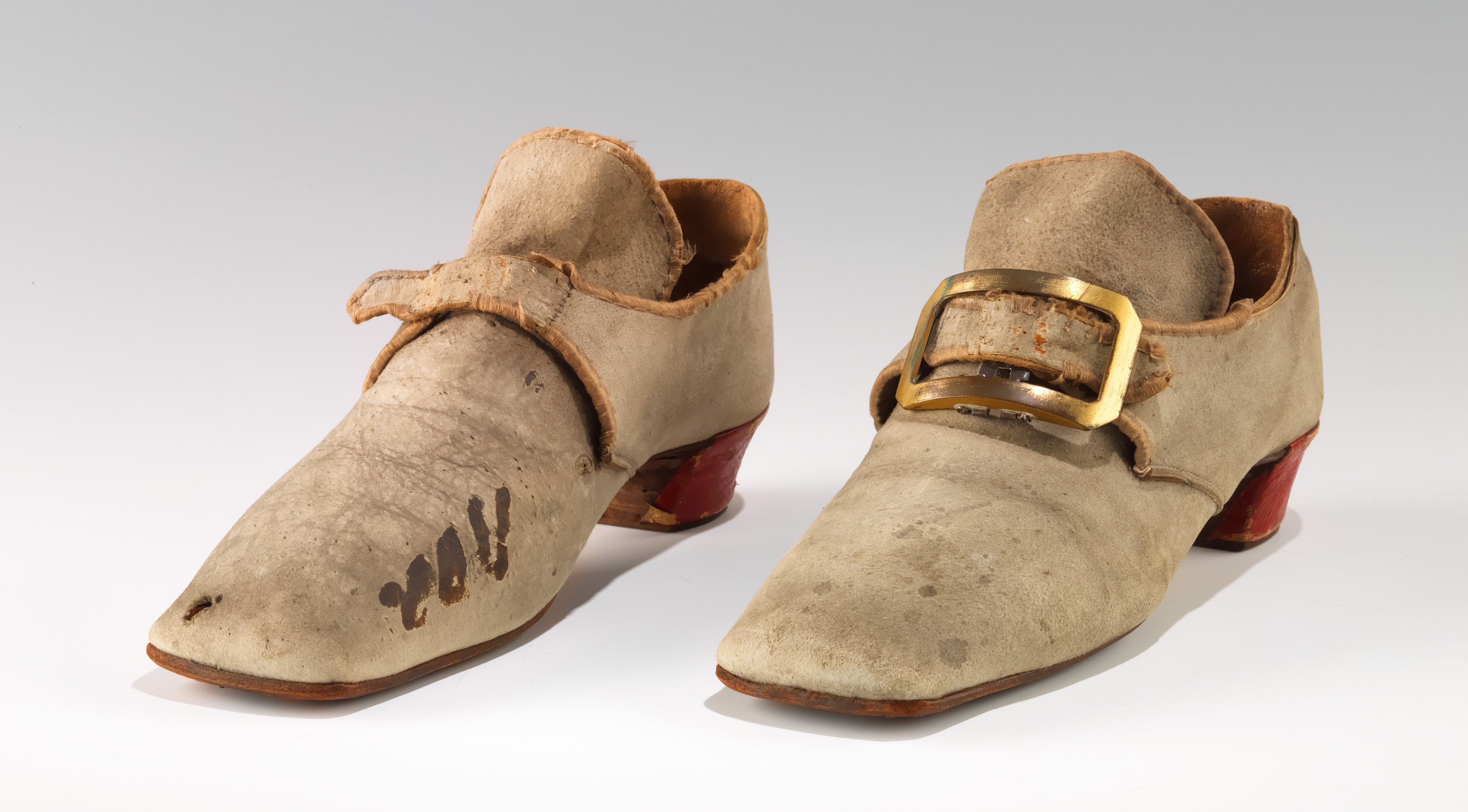
Chaussures anglaises, milieu XVIIIe siècle, The Met
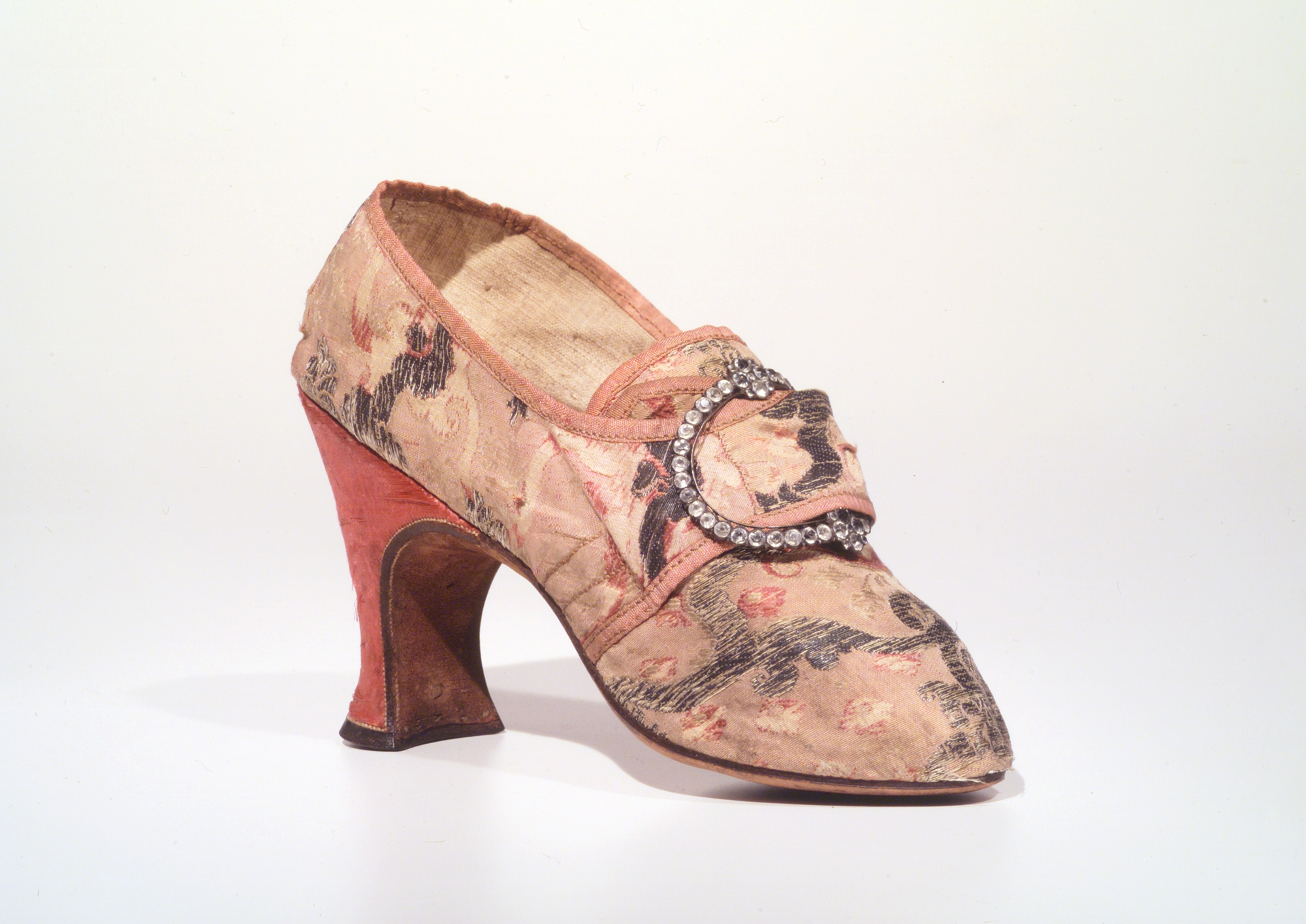
Chaussure probablement française, entre 1760  et 1775.

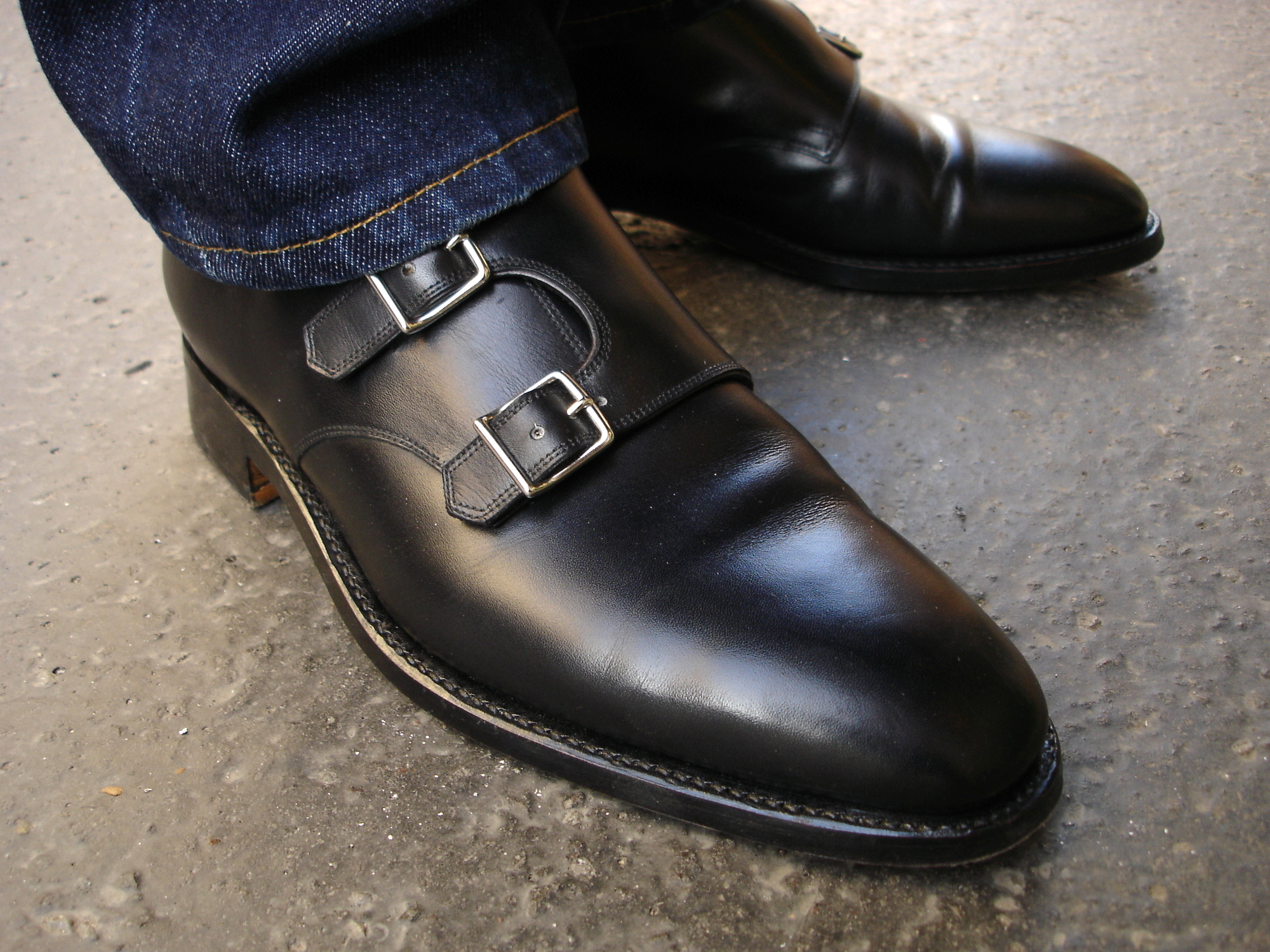
Style monk
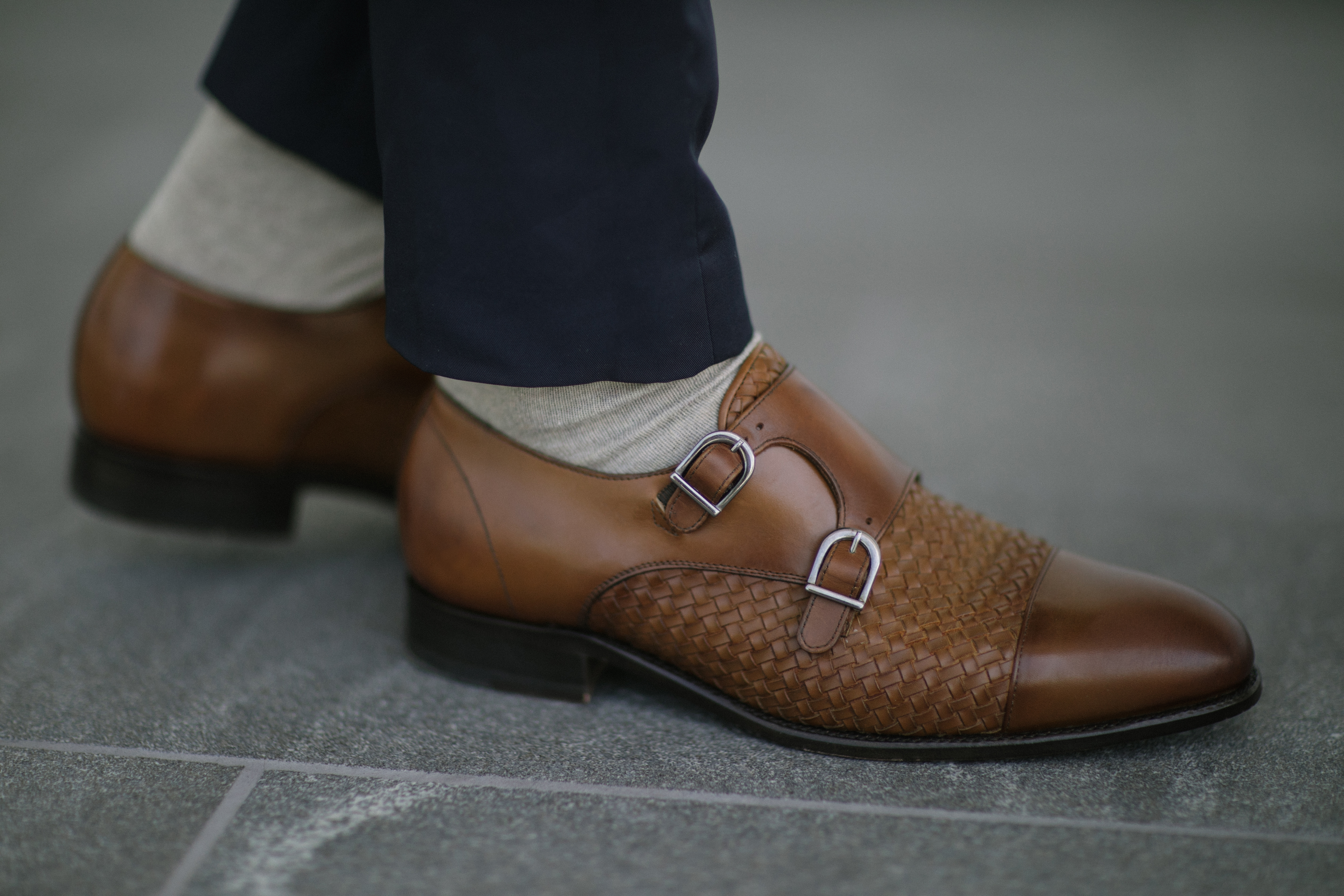
Taft de Lucca